# Jan Jansen (organist)

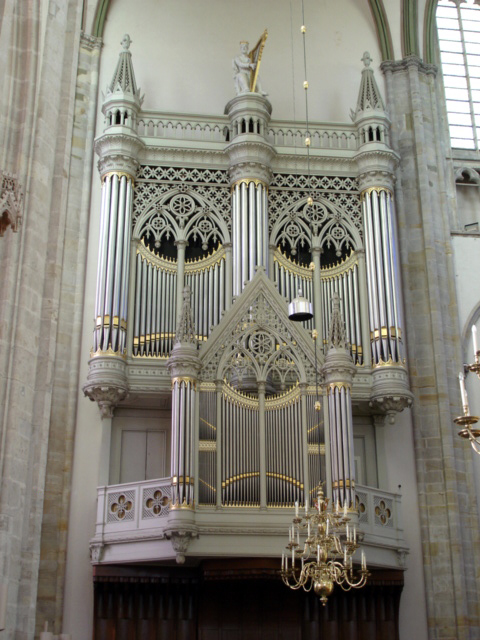
Het hoofdorgel van de Domkerk in Utrecht, waar Jansen organist was.

Jan Jansen (Ermelo, 1946) is een Nederlands organist. Van 1987 tot medio 2011 was hij de organist van de Dom van Utrecht. 
Bij zijn afscheid op 14 mei 2011 werd hij benoemd tot Ridder in de Orde van Oranje-Nassau.

## Opleiding / onderscheidingen
Hij studeerde orgel bij Cor Kee, piano bij Gérard van Blerk en klavecimbel bij Leni van der Lee aan het Utrechts Conservatorium, waar hij als theoriedocent actief was. 
In 1966 won hij de Koraal-prijs op het Nationaal Orgel Improvisatie Concours in Bolsward. In 1970 kreeg hij de hoogste Nederlandse
onderscheiding voor orgelspel, de Prix d’Excellence.

## Concerten / cd's
Naast zijn activiteiten voor de liturgische praktijk in de Dom verzorgde hij er ook de zaterdagmiddagconcerten in samenwerking met Domcantor Remco de Graas. Hij maakte een groot aantal cd-opnamen. 
Op het orgel en klavecimbel is Jan Jansen een internationaal gewaardeerd basso continuo begeleider. Zijn discografie omvat orgelwerken van Felix Mendelssohn Bartholdy, Cesar Franck en Johann Sebastian Bach.

## Muzikale familie
Jansen is afkomstig uit een muzikale familie en zijn kinderen zetten die traditie voort: hij is de vader van violiste Janine Jansen, cellist Maarten Jansen en organist David Jansen. Hij is van grote invloed geweest op hun voorliefde voor het uitvoeren van kamermuziek. Vanaf het begin is hij ook deelnemer aan het Internationaal Kamermuziek Festival Utrecht, waarvan zijn dochter Janine de artistieke leider is.